# 池田貴裕
池田 貴裕（いけだ たかひろ、1975年6月27日 - ）は、日本の実業家。光パターン形成LED照明「ホロライト」開発・製造・販売を行う光技術ベンチャー企業パイフォトニクス株式会社の創業者・代表取締役CEOである。

## 学歴
- 和歌山県立耐久高等学校　卒業
- 徳島大学 工学部 光応用工学科 　卒業
- 徳島大学大学院 光応用工学専攻 　修了
- 光産業創成大学院大学 博士後期課程 博士学位（光産業創成）　取得

## 人物
パイフォトニクス株式会社 代表取締役。座右の銘は「人生とは経験に基づいた運命と夢と希望で変わる未来である」。特技は暗算。